# James Vaupel
James W. Vaupel, Ph.D. (Nueva York, 2 de mayo de 1945-27 de marzo de 2022) fue un profesor y científico de la demografía estadounidense considerado uno de los mayores expertos en las áreas de investigación sobre envejecimiento, biodemografía, y demografía formal. Desarrolló la idea de plasticidad de la longevidad y fue pionero en la investigación sobre la heterogeneidad de los riesgos de mortalidad y en la desaceleración de las tasas de mortalidad en los grupos de edad más longevos.

## Datos biográficos recientes
Vaupel fue, desde 1996, el director fundador del Instituto Max Planck de Investigación Demográfica (Max Planck Institute for Demographic Research) de Rostock, Alemania. También es profesor investigador en la Duke University y director de su Centro de investigación sobre población, políticas poblacionales y envejecimiento (Population, Policy, Aging and Research Center). Vaupel es miembro de la Academia Alemana de Ciencias Leopoldina, miembro, como científico regular, de la Academia Nacional de Ciencias de Estados Unidos (National Academy of Sciences) y miembro de la Academia Americana de las Artes y las Ciencias. Ha publicado más de una veintena de libros.
Vaupel es un convencido de que la demografía formal es la base científica que da fuerza a la disciplina, Vaupel ha realizado importantes contribuciones a los fundamentos metodológicos de la demografía.

## Demografía de la evolución y paleodemografía
Las investigaciones de James W. Vaupel también se centran en el naciente campo de la demografía de la evolución o demografía evolutiva que intenta explicar y comprender la mortalidad por edad específica en términos de los procesos evolutivos que la conforman. Vaupel ha publicado y editado numerosos trabajos sobre paleodemografía, entre otros, junto a Robert D. Hoppa, Paleodemography: age distribution from skeletal samples.

## Plasticidad de la longevidad
Vaupel ha sido uno de los principales defensores de la idea de la plasticidad de la longevidad y los mecanismos de validación de la autenticidad de los casos de superlongevos.

### Estudios sobre el aumento de la esperanza de vida
Según Vaupel, y a la vista de los datos existentes, la esperanza de vida comenzó a aumentar en 1840 con la disminución de la mortalidad infantil y mortalidad adolescente y ha continuado imparable, en un aumento medio de dos años y medio cada década, con el alargamiento de la vida madura.
Aunque muchas personas creen que hay un límite cercano para la salud humana y, por tanto, para la esperanza de vida, las investigaciones de Vaupel señalan que la esperanza de vida es probable que aumente más allá del límite medio marcado de 85 años.
Además, Vaupel y otros (como Bernard Jeune en Dinamarca) lanzan una nueva proposición: que el final de la vida no es fijo sino que depende tanto de la esperanza de vida como del tamaño de la población. Vaupel y S. Jay Olshansky han tenido un desacuerdo sobre lo que esto significa en términos de proyecciones futuras de la vida humana.

### Reducción de la mortalidad al final de la vida y supervivencia
Debido a que en sus estudios se presta especial atención a la reducción de la mortalidad al final de la vida, las aportaciones de Vaupel se consideran claves en el campo emergente de la investigación de los superlongevos (supercentenarios o centenarios) como un subconjunto de la población.

### International Database on Longevity
Ya que el número de personas de más de 110 años en una sola nación es más bien pequeño, Vaupel impulso en el año 2000 el estudio de los supercentenarios invitando a expertos de todo el mundo a reunirse en talleres internacionales. con el objeto de fundar la Base de Datos Internacional sobre Longevidad (International Database on Longevity), que proporcionará información sobre las personas que alcancen edades extremas y permitirá un análisis demográfico completo y riguroso de la mortalidad en las edades más longevas.

## Previsiones para el futuro

### Aumento de la esperanza de vida hasta los 100 años
Para Vaupel la esperanza de vida de los niños nacidos tras el año 2000 llegará a los 100 años en el siglo XXII.

### Redistribución del trabajo
Se producirá una redistribución del trabajo entre todas las personas activas y una reorganización del mismo extendiendo la vida activa y reduciendo el número de horas trabajadas diariamente acomodándolas a las vicisitudes de la vida -la formación, la crianza de los hijos, la madurez posterior y una reducción en los períodos finales de la vida activa. Los jóvenes tendrán un horario laboral de menos horas, y eso les dejará más tiempo para estar con la familia, tener hijos y cuidarlos.

## Premios
- 2001 - Premio Irene B. Taeuber por la Population Association of America a toda su obra investigadora.[1]
- 2008 - Premio Mindel C. Sheps por sus trabajos en demografía matemática.[2]

## Publicaciones
- Publicaciones de James W. Vaupel - Instituto Max Planck